# Emmanuel Latte Lath
Emmanuel Delan Junior Latte Lath (Abidjan, 1º gennaio 1999) è un calciatore ivoriano, attaccante dell'Atlanta United.

## Biografia
Nato a Marcory, sobborgo di Abidjan in Costa d'Avorio, all'età di 8 anni è arrivato in Italia nella provincia di Cremona con la madre per ricongiungersi al padre già in Italia.

## Carriera

### Club
Inizia a giocare a calcio nelle giovanili dell'Esperia, che nel 2009 lo cede all'Atalanta. Esordisce in prima squadra il 13 agosto 2016 in Atalanta-Cremonese (3-0), nel terzo turno di Coppa Italia, subentrando al 77' al posto di Alejandro Gómez. Mette a segno la sua prima rete con gli orobici l'11 gennaio 2017 all'Allianz Stadium contro la Juventus (gara terminata 3-2 per i bianconeri) negli ottavi di finale di Coppa Italia.
Il 30 giugno 2017 passa in prestito al Pescara, in Serie B. Non trovando spazio in squadra, a gennaio rientra a Bergamo. Il 6 luglio 2018 si trasferisce in prestito alla Pistoiese, in Serie C. Il 24 gennaio 2019 viene ceduto in prestito alla Carrarese. Il 10 luglio 2019 passa in prestito all'Imolese. Il 31 gennaio 2020 si trasferisce in prestito alla Pianese. Termina la stagione – conclusa con la retrocessione delle zebrette in Serie D – con 5 presenze complessive.
L'11 settembre 2020 la Pro Patria ne annuncia l'acquisto a titolo temporaneo. La stagione a Busto Arsizio vede la totale esplosione dell'attaccante ivoriano che mette a segno 11 reti stagionali giocando ad alti livelli che gli valgono la chiamata dalla Serie B. Il 12 luglio 2021 passa infatti in prestito alla SPAL. Esordisce in Serie B il 22 agosto in Pisa-SPAL (1-0), subentrando al 65' al posto di Lorenzo Colombo. Mette a segno la sua prima rete con gli estensi il 29 agosto contro il Pordenone (5-0). Termina la stagione segnando 3 reti in 18 incontri. Il 2 luglio 2022 si trasferisce in prestito al San Gallo, formazione impegnata nel campionato svizzero.
Terminato il prestito in Svizzera con 14 reti in 31 presenze, nell'agosto del 2023 firma un contratto quadriennale per il club inglese del Middlesbrough, militante nella seconda serie inglese, che lo acquista per 4,5 milioni di €
Il 4 febbraio 2025 passa ufficialmente all'Atlanta United diventando il calciatore con il trasferimento più costoso nella storia della MLS (22 milioni di € più bonus). Fa il suo esordio con i rossoneri il successivo 23 febbraio, realizzando una doppietta nella vittoria casalinga per 3-2 contro il Montréal Impact.

### Nazionale
Il 7 giugno 2024 esordisce in nazionale maggiore nel successo per 1-0 contro il Gabon.

## Statistiche

### Presenze e reti nei club
Statistiche aggiornate al 27 luglio 2025.
| Stagione             | Squadra              | Campionato           | Campionato | Campionato | Coppe nazionali | Coppe nazionali | Coppe nazionali | Coppe continentali | Coppe continentali | Coppe continentali | Altre coppe | Altre coppe | Altre coppe | Totale | Totale | Totale |
| Stagione             | Squadra              | Comp                 | Pres       | Reti       | Comp            | Pres            | Reti            | Comp               | Pres               | Reti               | Comp        | Pres        | Reti        | Pres   | Reti   |        |
| -------------------- | -------------------- | -------------------- | ---------- | ---------- | --------------- | --------------- | --------------- | ------------------ | ------------------ | ------------------ | ----------- | ----------- | ----------- | ------ | ------ | ------ |
| 2016-2017            | Atalanta             | A                    | 0          | 0          | CI              | 3               | 1               | -                  | -                  | -                  | -           | -           | -           | 3      | 1      |        |
| 2017-gen. 2018       | Pescara              | B                    | 0          | 0          | CI              | 0               | 0               | -                  | -                  | -                  | -           | -           | -           | 0      | 0      |        |
| gen.-giu. 2018       | Atalanta             | A                    | 0          | 0          | CI              | 0               | 0               | UEL                | 0                  | 0                  | -           | -           | -           | 0      | 0      |        |
| Totale Atalanta      | Totale Atalanta      | Totale Atalanta      | 0          | 0          |                 | 3               | 1               |                    | 0                  | 0                  |             | -           | -           | 3      | 1      |        |
| 2018-gen. 2019       | Pistoiese            | C                    | 18         | 2          | CI+CI-C         | 0+1             | 0               | -                  | -                  | -                  | -           | -           | -           | 19     | 2      |        |
| gen.-giu. 2019       | Carrarese            | C                    | 14+3       | 0          | CI+CI-C         | 0+2             | 1               | -                  | -                  | -                  | -           | -           | -           | 19     | 1      |        |
| 2019-gen. 2020       | Imolese              | C                    | 19         | 2          | CI+CI-C         | 3+1             | 1+0             | -                  | -                  | -                  | -           | -           | -           | 23     | 3      |        |
| gen.-giu. 2020       | Pianese              | C                    | 4+1        | 0          | CI-C            | -               | -               | -                  | -                  | -                  | -           | -           | -           | 5      | 0      |        |
| 2020-2021            | Pro Patria           | C                    | 33+1       | 8+1        | CI              | 2               | 2               | -                  | -                  | -                  | -           | -           | -           | 36     | 11     |        |
| 2021-2022            | SPAL                 | B                    | 18         | 3          | CI              | 1               | 0               | -                  | -                  | -                  | -           | -           | -           | 19     | 3      |        |
| 2022-2023            | San Gallo            | SL                   | 31         | 14         | CS              | 3               | 2               | -                  | -                  | -                  | -           | -           | -           | 34     | 16     |        |
| 2023-2024            | Middlesbrough        | FLC                  | 30         | 16         | FACup+CdL       | 1+5             | 0+2             | -                  | -                  | -                  | -           | -           | -           | 36     | 18     |        |
| 2024-feb. 2025       | Middlesbrough        | FLC                  | 29         | 11         | FACup+CdL       | 1+1             | 0               | -                  | -                  | -                  | -           | -           | -           | 31     | 11     |        |
| Totale Middlesbrough | Totale Middlesbrough | Totale Middlesbrough | 59         | 27         |                 | 7               | 2               |                    | -                  | -                  |             | -           | -           | 67     | 29     |        |
| 2025                 | Atlanta United       | MLS                  | 23         | 7          | -               | -               | -               | -                  | -                  | -                  | -           | -           | -           | 23     | 7      |        |
| Totale carriera      | Totale carriera      | Totale carriera      | 189        | 49         |                 | 19              | 9               |                    | 0                  | 0                  |             | -           | -           | 207    | 58     |        |

### Cronologia presenze e reti in nazionale
| Cronologia completa delle presenze e delle reti in nazionale ― Costa d'Avorio | Cronologia completa delle presenze e delle reti in nazionale ― Costa d'Avorio | Cronologia completa delle presenze e delle reti in nazionale ― Costa d'Avorio | Cronologia completa delle presenze e delle reti in nazionale ― Costa d'Avorio | Cronologia completa delle presenze e delle reti in nazionale ― Costa d'Avorio | Cronologia completa delle presenze e delle reti in nazionale ― Costa d'Avorio | Cronologia completa delle presenze e delle reti in nazionale ― Costa d'Avorio | Cronologia completa delle presenze e delle reti in nazionale ― Costa d'Avorio |
| Data                                                                          | Città                                                                         | In casa                                                                       | Risultato                                                                     | Ospiti                                                                        | Competizione                                                                  | Reti                                                                          | Note                                                                          |
| ----------------------------------------------------------------------------- | ----------------------------------------------------------------------------- | ----------------------------------------------------------------------------- | ----------------------------------------------------------------------------- | ----------------------------------------------------------------------------- | ----------------------------------------------------------------------------- | ----------------------------------------------------------------------------- | ----------------------------------------------------------------------------- |
| 7-6-2024                                                                      | Korhogo                                                                       | Costa d'Avorio                                                                | 1 – 0                                                                         | Gabon                                                                         | Qual. Mondiali 2026                                                           | -                                                                             | 65’                                                                           |
| 11-6-2024                                                                     | Lilongwe                                                                      | Kenya                                                                         | 0 – 0                                                                         | Costa d'Avorio                                                                | Qual. Mondiali 2026                                                           | -                                                                             | 61’                                                                           |
| 7-6-2025                                                                      | Toronto                                                                       | Nuova Zelanda                                                                 | 1 – 0                                                                         | Costa d'Avorio                                                                | Amichevole                                                                    | -                                                                             | 53’                                                                           |
| 10-6-2025                                                                     | Toronto                                                                       | Canada                                                                        | 0 – 0 (4 – 5 dtr)                                                             | Costa d'Avorio                                                                | Amichevole                                                                    | -                                                                             | 76’                                                                           |
| Totale                                                                        |                                                                               | Presenze                                                                      | 4                                                                             |                                                                               | Reti                                                                          | 0                                                                             |                                                                               |

## Palmarès

### Club

#### Competizioni giovanili
- Campionato Nazionale Under-17: 1

Atalanta: 2015-2016
- Supercoppa Under-17: 1

Atalanta: 2016
- Torneo Città di Arco: 1

Atalanta: 2016

### Individuale
- Capocannoniere del Campionato Nazionale Under-17: 1

2015-2016 (20 gol)